# Club Deportivo San Fernando
El Club Deportivo San Fernando fue un club de fútbol español de la ciudad de San Fernando, en la provincia de Cádiz. Fue fundado en 1940 y desapareció el 16 de junio de 2009. Jugaba sus partidos en el Estadio Bahía Sur, que cuenta con una capacidad para 6 000 espectadores.

## Historia

### Orígenes del fútbol isleño
A principios de la década de 1940 existían tres equipos de fútbol en la ciudad: el Atlético San Fernando, el Club Deportivo Arsenal y el San Fernando Fútbol Club. En 1941 se fusionaron los tres equipos, fundándose así el Club Deportivo Once Diablos, siendo presidente Serafín Gómez Solares. Un año más tarde la directiva decide cambiar el nombre del equipo por el de Club Deportivo San Fernando. Luis del Corral Hermida fue nombrado primer presidente de la historia del club.

### Club Deportivo San Fernando
El 1940 el Club Deportivo San Fernando jugó por primera vez un campeonato liguero. Ese año, el equipo militó en Segunda Regional, consiguiendo quedar primero y ascender a Primera Regional. En 1945 logró ascender a Tercera División, categoría en la que permaneció hasta 1954. En ese año logró un histórico ascenso a Segunda División, tras superar en la liguilla de ascenso al Real Murcia. En la división de plata del fútbol español permaneció hasta 1964, marcando 426 goles y logrando un sexto puesto, el mejor resultado del club en toda su historia. Tras diez años consecutivos en Segunda División, en 1964 el equipo volvió a Tercera, descendiendo en 1969 a Regional Preferente. Tres años después, en 1972, el San Fernando volvió a Tercera, logrando ascender a la recién creada Segunda B en 1979. Tras cuatro años en la categoría de bronce, el equipo descendió a Tercera e inmediatamente después a Regional, aunque solo una temporada. Tras diez años en Tercera, de 1984 a 1994, el club logró retornar a Segunda División B, perdiendo la categoría esa misma temporada. Hasta el año 2000 no volvió el San Fernando a Segunda División B, manteniéndose dos años en dicha categoría. Entre 2002 y 2008 el equipo militó en Tercera, logrando ascender este último año. La mala situación económica motivó la desaparición del club en 2009.

## Trayectoria
| Temporada | División         | Posición | Copa del Rey |
| --------- | ---------------- | -------- | ------------ |
| 1946/47   | Tercera División | 5.º      |              |
| 1947/48   | Tercera División | 11.º     |              |
| 1949/50   | Tercera División | 6.º      |              |
| 1950/51   | Tercera División | 5.º      |              |
| 1951/52   | Tercera División | 9.º      |              |
| 1952/53   | Tercera División | 11.º     |              |
| 1953/54   | Tercera División | 2.º      |              |
| 1954/55   | Segunda División | 13.º     |              |
| 1955/56   | Segunda División | 13.º     |              |
| 1956/57   | Segunda División | 14.º     |              |
| 1957/58   | Segunda División | 6.º      |              |
| 1958/59   | Segunda División | 12.º     |              |
| 1959/60   | Segunda División | 9.º      |              |
| 1960/61   | Segunda División | 11.º     |              |
| 1961/62   | Segunda División | 14.º     |              |
| 1962/63   | Segunda División | 12.º     |              |
| 1963/64   | Segunda División | 15.º     |              |
| 1964/65   | Tercera División | 8.º      |              |
| 1965/66   | Tercera División | 4.º      |              |
| 1966/67   | Tercera División | 7.º      |              |
| 1967/68   | Tercera División | 5.º      |              |
| 1968/69   | Tercera División | 11.º     |              |
| 1969/70   | Tercera División | 12.º     |              |
| 1972/73   | Tercera División | 13.º     |              |
| 1973/74   | Tercera División | 4.º      |              |
| 1974/75   | Tercera División | 7.º      |              |
| 1975/76   | Tercera División | 3.º      |              |
| 1976/77   | Tercera División | 13.º     |              |
| 1977/78   | Tercera División | 2.º      |              |
| 1978/79   | Tercera División | 1.º      |              |

| Temporada | División           | Posición | Copa del Rey |
| --------- | ------------------ | -------- | ------------ |
| 1979/80   | Segunda División B | 8.º      |              |
| 1980/81   | Segunda División B | 17.º     |              |
| 1981/82   | Segunda División B | 12.º     |              |
| 1982/83   | Segunda División B | 19.º     |              |
| 1984/85   | Tercera División   | 19.º     |              |
| 1985/86   | Tercera División   | 8.º      |              |
| 1986/87   | Tercera División   | 11.º     |              |
| 1987/88   | Tercera División   | 2.º      |              |
| 1988/89   | Tercera División   | 9.º      |              |
| 1989/90   | Tercera División   | 6.º      |              |
| 1990/91   | Tercera División   | 11.º     |              |
| 1991/92   | Tercera División   | 18.º     |              |
| 1992/93   | Tercera División   | 3.º      |              |
| 1993/94   | Tercera División   | 3.º      |              |
| 1994/95   | Segunda División B | 17.º     |              |
| 1995/96   | Tercera División   | 1.º      |              |
| 1996/97   | Tercera División   | 7.º      |              |
| 1997/98   | Tercera División   | 2.º      |              |
| 1998/99   | Tercera División   | 4.º      |              |
| 1999/2000 | Tercera División   | 2.º      |              |
| 2000/01   | Segunda División B | 12.º     |              |
| 2001/02   | Segunda División B | 19.º     |              |
| 2002/03   | Tercera División   | 13.º     |              |
| 2003/04   | Tercera División   | 4.º      |              |
| 2004/05   | Tercera División   | 7.º      |              |
| 2005/06   | Tercera División   | 2.º      |              |
| 2006/07   | Tercera División   | 4.º      |              |
| 2007/08   | Tercera División   | 1.º      |              |
| 2008/09   | Segunda División B | 17.º     |              |

## Datos del club
- Temporadas en 2.ª: 10
- Temporadas en 2.ª B: 8
- Temporadas en 3.ª: 41

## Palmarés

### Campeonatos nacionales
- Tercera División (3): 1978/79, 1995/96 y 2007/08
- Subcampeón de Tercera División (6): 1953/54, 1977/78, 1987/88, 1997/98, 1999/2000 y 2005/06
- Copa RFEF (Fase Autonómica de Andalucía Occidental y Ceuta) (3): 1996-97, 2000-01

### Trofeos amistosos
- Trofeo de la Sal: (7) 1974, 1976, 1979, 1981, 1982, 1994 (como CD San Fernando)
- Trofeo Ciudad del Puerto: (5) 1980, 1982, 1992